# Еоху мак Айлелла
Еоху мак Айлелла — (ірл. — Eochu mac Ailella) — він же: Еохайд мак Айлелла — верховний король Ірландії (за середньовічною ірландською історичною традицією). Час правління: 577—570 до н. е. (згідно «Історії Ірландії» (ірл. — Foras Feasa ar Éirinn) Джеффрі Кітінга) або 785—778 до н. е. (згідно хроніки Чотирьох Майстрів). Син Айліля Фінна (ірл. — Ailill Finn) — верховного короля Ірландії. Прийшов до влади після того як його батька вбили змовники — Айргетмар (ірл. — Airgetmar) та його союзник Дуї Ладрах (ірл. — Dui Ladrach). Згідно «Книги захоплень Ірландії» (ірл. — Lebor Gabála Érenn) Еоху мак Айлелла сам потім вбитий цими ж змовниками — Айргетмаром та Дуї Ладрахом. Джеффрі Кітінг повідомляє, що Еоху мак Айлелла правив Ірландією протягом семи років, воював з Айргетмаром та його прибічниками, уклав мир з Дуї Ладрахом. Під час зустрічі і переговорів Дуї Ладрах підступно вбив короля Еоху мак Айлелла, що дозволило Айргетмару зайняти трон. «Книга захоплень Ірландії» синхронізує час його правління з часом правління Артаксеркса II в Персії (404—358 до н. е.), що сумнівно.